# 鈴木LC10族引擎
鈴木LC10族引擎乃是日本鈴木公司於1960年代至1970年代間開發製造的往復式汽油引擎，構造為直列三缸、二衝程，搭載於該公司所生產的輕型車。此具引擎與另一具118.9c.c.直列單缸的摩托車引擎「B100型」同時開發，因此二者的缸徑、衝程皆相同。此外，此具引擎也具備新開發的「Posi-Force」自動潤滑系統，無須事先油氣混合。

## LC10型

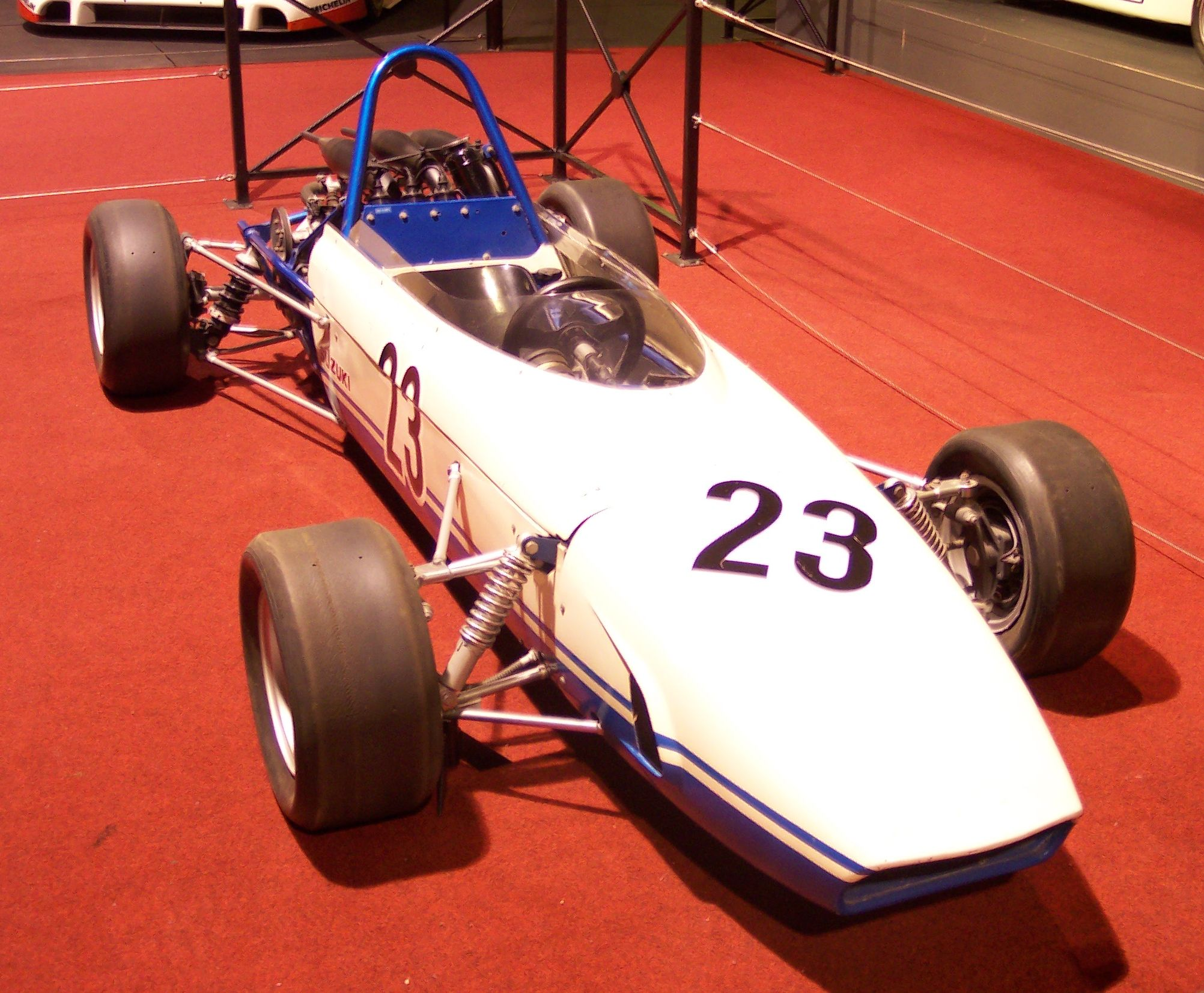
RQ Nialco賽車

排氣量356c.c.的LC10型引擎採直列三缸、二衝程、氣冷式之構造，缸徑和衝程分別為52.0mm和56.0mm，壓縮比6.8：1。搭配三國工業VM型化油器，可輸出25ps / 5,000rpm的最大馬力、3.7kg·m / 4,000rpm的最大扭力。為了對抗1967年3月上市的本田N360，透過提高壓縮比、汽缸材質改為散熱效率較佳的鋁合金、改大化油器口徑等對策，使得最大馬力提升至36pcs / 7,000rpm。1971年元月原廠發表全新CCIS分離潤滑技術（Cylinder Crank Injection and Selmix），得以運用在此具引擎。
另外，1969年8月在富士國際賽車場舉辦的R.Q.小型車錦標賽中，Nialco車隊（ニアルコ）以LC10型引擎搭配三具化油器的方式建造了一輛名為「RQ Nialco」的小型單座賽車，賽車手為解良喜久雄，結果獲得第4名的成績。
車型：
- 1967年-1970年：第二代鈴木Fronte
- 1969年-1972年：第二代鈴木Fronte Van/Estate/Custom LS10/LS11
- 1970年-1971年：第二代鈴木Fronte Hi-Custom LS11
- 1970年-1973年：第三代鈴木Fronte LC10 II

## LC10W型

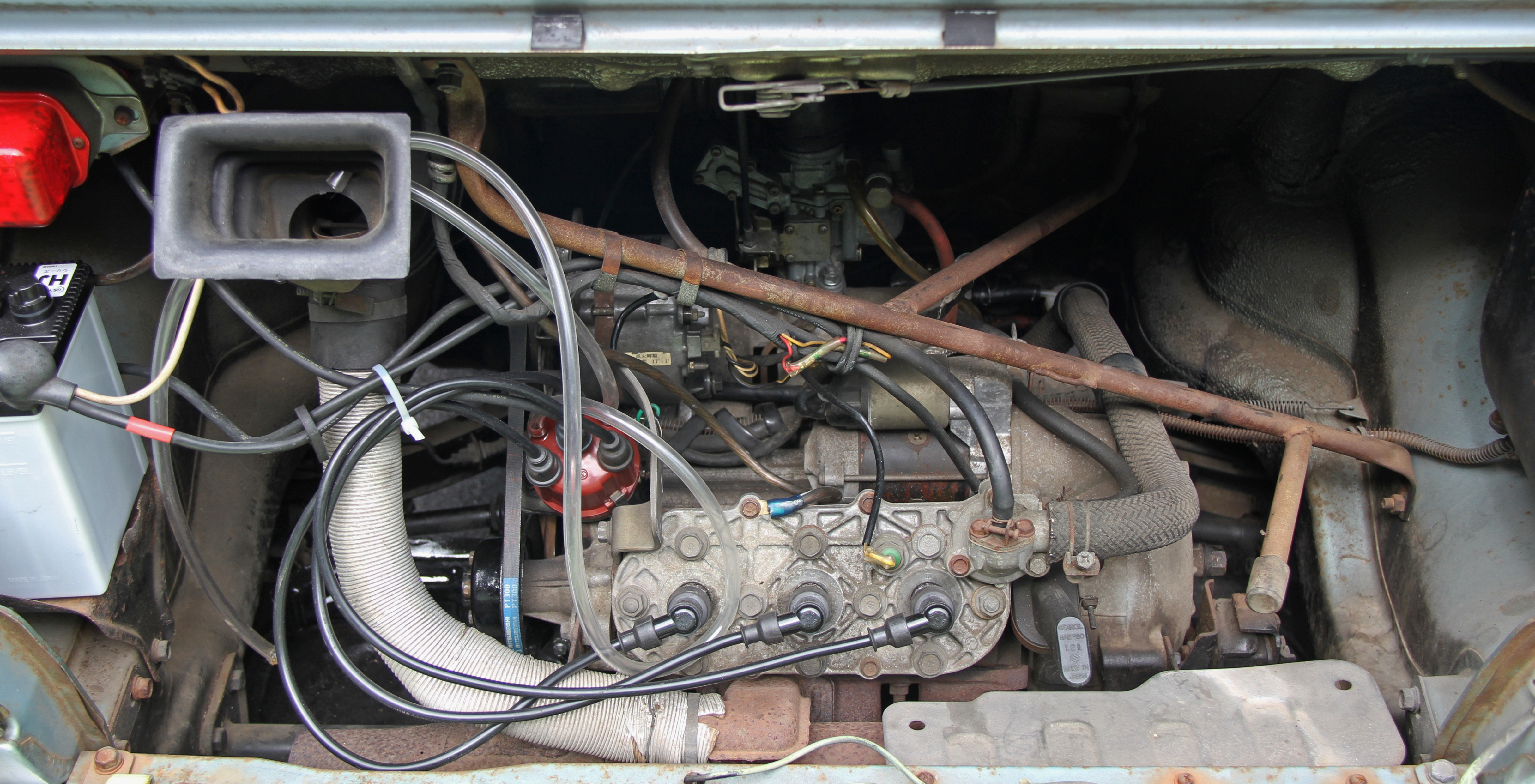
LC10W型

1971年5月問世的LC10W型引擎，其機械規格參數等同LC10型，但是冷卻方式改成水冷式。為了抑制噪音，採用雙冷卻器。採用單化油器時可輸出34ps / 6,000rpm、4.2kg·m / 4,500rpm的動力表現，改採三化油器時則可輸出37ps / 6,500rpm、4.2kg·m / 4,500rpm之動力。1970年代初期原廠為了降低二衝程引擎的汙染，開始著手研究開發如何符合日趨嚴苛的汽車廢氣排放標準。鈴木GT380和鈴木GT750兩部摩托車的引擎皆裝有「SRIS」（Suzuki Recycle Injection System）裝置，可在引擎怠速狀況下將滯留於曲軸箱底部未燃燒的油氣，在加速之際送入汽缸再度燃燒，並減少未燃燒油氣混入排氣中。後來這套SRIS裝置運用在LC10W型，在燃燒室與排氣埠加裝一支火星塞以便再度燃燒未燃油氣，並且以泵淨化一氧化碳，此套裝置稱為「EPIC排氣孔點火淨化装置」（Exhaust Port Ignition Cleaner）。
車型：
- 1971年-1973年：第三代鈴木Fronte LC10W
- 1971年-1976年：鈴木Fronte Coupe
- 1973年-1976年：第四代鈴木Fronte LC20

## LC50型
發表於1969年元月、排氣量475c.c.、直列三缸氣冷式二衝程的LC50型乃是LC10型的放大版，且僅限於外銷市場。缸徑和衝程擴大成60.0mm x 56.0mm，壓縮比5.6：1，搭配三支化油器時可發揮29ps / 6,000rpm的最大馬力、4.2kg·m / 4,000rpm的扭力峰值。另外也有賽車隊將這具引擎改成水冷式，可榨出60ps / 9,00rpm的最大馬力。1970年4月此輛「Fronte RF」由伊藤光夫駕駛，參加日本汽車聯盟在富士國際賽車場舉辦的「初級七挑戰盃」，結果奪下冠軍，均速達130.9km/hr。
車型：
- 1969年-1970年：鈴木Fronte 500（外銷版）
- 1970年-1973年：鈴木Fronte 500（外銷版）

## T4A型
為了因應1976年1月1日起實施的輕型車新規制，原廠推出排氣量443c.c.的水冷式T4A型引擎，缸徑為58.0mm，衝程為56.0mm，最大馬力26ps / 4,500rpm。後來為了通過更嚴苛的昭和53年廢氣排放標準（1978年實施），加裝TC-53二段觸媒裝置，但是最大馬力降至25ps / 4,500rpm。不過T4A型的產品生命週期相當短暫，僅一年餘便改由排氣量更大的T5A型 / T5B型取代。
車型：
- 1976年-1977年：第四代鈴木Fronte7-S SS10/SS12

## 內部連結
- 鈴木引擎列表